# 达尼老·斯德望·卡尔利克
达尼老·斯德望·卡尔利克（西班牙語：Estanislao Esteban Karlic；1926年2月7日—2025年8月8日）是阿根廷籍天主教司鐸級樞機。也是巴拉那總教區榮休總主教。

## 生平
卡爾利克於1926年2月7日在阿根廷北部科爾多瓦省的城市瑪麗亞鎮出生。他是一個克羅地亞移民家庭。他曾就讀於科爾多瓦的大修院，並在羅馬宗座額我略大學學習，在那裡他獲得了神學執照。他於1954年12月8日晉鐸。他曾擔任科爾多瓦的大修院哲學和神學教授。
他於1977年8月15日晉牧，並獲教宗若望保祿二世任命為科爾多瓦總教區輔理主教，領卡斯特魯姆領銜教區主教銜。1983年1月19日，改任巴拉那總教區宗座署理。1986年4月1日，他擔任巴拉那總教區總主教。
1986年至1992年，他曾擔任天主教教理委員會的成員。他曾擔任兩屆阿根廷主教團主席（1996年至1999年、1999年至2002年）。直至2003年4月29日榮休，Mario Luis Bautista Maulión接任巴拉那總教區正權總主教。
教宗本篤十六世於2007年11月24日將他擢升為司鐸級樞機，領痛苦聖母堂區司鐸銜。
卡爾利克因體弱衰竭於2025年8月8日病逝，享年99歲。

## 牧徽

达尼老·斯德望·卡尔利克枢机牧徽